# Halland
Halland je švedska pokrajina u Götalandu u južnoj Švedskoj. Graniči se sa Skåneom, Smålandom i Västergötlandom. Zapadno graniči s tjesnacem Kattegat. Teritorij pokrajine poklapa se s teritorijem županije Halland. Glavni grad pokrajine je Halmstad.